# Свято-Троицкий Иссык-Кульский монастырь
Свято-Троицкий Иссык-Кульский монастырь — ныне не существующий православный мужской монастырь (Туркестанская епархия), располагавшийся в селе Ак-Булун Тюпского района Иссык-Кульской области на берегу Тюпского залива озера Иссык-Куль
В настоящее время от монастыря остались лишь здания трапезной и молельной, выполненные из прочного, мореного в иссык-кульской воде дерева, а также здание храма, построенного после землетрясения 1889 года, перестроенного в советское время под библиотеку.

## История
Ак-Булун и прилегающая к нему местность описаны ещё в XIX веке как места, имеющие древние христианские корни. Ещё в 1870 году появились сведения об ушедшем под воду городе или монастыре. Позднее изучивший каталанскую карту П. П. Семёнов-Тян-Шанский полагал, что несторианский монастырь с якобы хранившимися в нём мощами евангелиста Матфея располагался при впадении реки Курменты в Иссык-Куль между Светлым мысом (Ак Булун) и селом Преображенское (ныне Тюп).

### 1881—1919 годы
Решение о его создании было принято в 1881 года на основании докладной записки архиепископа Александра (Кульчицкого), который считал, что основное назначение монастыря должно заключаться в приобщении местного населения к российской цивилизации. Предполагалось, что монастырское благоустройство может стать проводником улучшенных способов земледелия и других сельскохозяйственных начинаний среди переселенцев и местных жителей и без посягательства на вероисповедание киргизов стать для них очагом просвещения и культуры. В планы епископа Александра входила также издательская и научная деятельность: создание типографии, музея древностей и библиотеки, для которых он предполагал преподнести в дар около 2000 своих собственных книг и коллекцию археологических предметов.
1 мая 1881 года было освящено место в долине Курменты на берегу узкого залива, в 12 верстах от села Преображенского. Монастырь освятили в честь Святой Троицы, так как приезд архиепископа Александра на Иссык-Куль совпал с праздником Троицы. Александр лично выбирал место, лично объехал Светлый мыс (Ак Булун) верхом, советовался с местными крестьянами.
В течение 1880-х годов в монастыре почти не было монахов — каждый год появлялось по несколько человек, но никто не задерживался надолго. Епископ Неофит, любивший посещать монастырь для уединения, обратился через православное миссионерское общество и церковную прессу к монахам России. В 1885 года по своему желанию в монастырь направился монах Иона из Троице-Сергиевой лавры. В 1886 году из Михайловской Афонской Закубанской пустыни приехал игумен Михаил (Глушков) с семью монахами. Устройству нового монастыря помогали прихожане и священники соседних сёл. При монастыре были распаханы поля. Все земли орошались. По воспоминаниям старожилов, при монастыре были пасека, коровник, овчарня, кузня, большие сады, виноградник и цветники. Но, несмотря на все это хозяйство, монахи не задерживались. Настоятель Иона вернулся в родной подмосковный монастырь, ещё несколько человек в 1880-х годах покинули Семиречье.
Сильнейшим испытанием для иноков стало землетрясение 1889 года, которое разрушило все постройки монастыря. «Напуганный игумен Михаил бежал в Россию и увлёк за собой большинство братии». Рассказывают, что перед началом землетрясения «сами собою» зазвонили колокола. Предупрежденные монахи успели покинуть помещения, и никто из них не пострадал. Церковь была разрушена, но престол, жертвенник, священные сосуды и иконостас остались невредимыми, потому что стены алтаря, где находились все эти святыни, упали наружу. В обители осталось всего три монаха из местных жителей.
Восстанавливали обитель «всем миром». Епископ Неофит (Неводчиков) лично следил за стройкой, туркестанская администрация выделила стройматериалы, Священный Синод — 2 тысяч рублей, Миссионерское общество — 6 тысяч рублей, о. Иоанн Кронштадтский пожертвовал — 5 тысяч рублей. В начале 1890-х монастырь стал отстраиваться: восстановлен храм Одигитрии, заложен новый храм в честь Святой Троицы, возведены корпуса для монахов, различные мастерские. Школа грамоты была перестроена, закончен и освящён храм.
В 1898 году при монастыре была открыта школа грамоты для местных и русских детей. При монастыре была обширная библиотека, в которой находились книги не только духовного, но и светского содержания. Монахи обучали детей из окрестных сел чтению, письму, азам землепользования. 36 мальчиков сирот жили в детском доме при монастыре.
Монастырь служил для туркестанской духовной консистории местом ссылки провинившихся членов клира, священников, дьяконов. Вот только планируемой миссионерской деятельности не велось, как и по всей епархии.
Причины такого положения дел указывают практически одинаково в своих отчётах все епископы Ташкентские и Туркестанские начиная с 1890-х годов. В 1912 году епископ Иннокентий пишет: «Но нужно сознаться, что ощутимой пользы для края монастырь все же не приносит. Главной причиной этого является отсутствие способных и развитых людей. За исключением настоятеля и нескольких иноков, способных к делу и потому несущих на себе всю тяжесть как внутреннего строя, так и внешних необходимых отношений, все остальные 50 человек способны разве лишь к чёрной работе, да и то в очень ограниченной степени. Это или преклонные старцы, или ленивые, или испорченные прежней мирской жизнью или самочинием. Не говоря о прежнем времени, скажу лишь о том, что за полгода моего пребывания в Верном оттуда самовольно ушли: два иеромонаха (Иезикиль и Антоний), один иеродиакон (Рувим), два монаха (Ириней и Никодим) и несколько послушников». В 1915 году епископ Иннокентий сообщает о миссионерской школе при монастыре: «Школьное помещение тесно, учебники плохи, учитель — дилетант (иеромонах Мелхиседек), киргизского языка не знает и трудится за послушание».
Во время Иссык-Кульского восстания 1916 года, связанного с началом призыва «туземцев» на военную службу в период Первой мировой войны, монастырь был совершенно разграблен и фактически уже не восстановился. Во время нападения киргизов было убито 7 монахов из 35. Убытки оцениваются в 150 тысяч рублей. Угнан скот, разграблено церковное имущество, осквернены храмы. Последний игумен — архимандрит Иринарх — сумел спастись с частью братии.
Митрополит Владимир (Иким), подводя итоги монастырской деятельности, пишет: «Перед революцией в Иссык-Кульском монастыре подвизалось около восьмидесяти человек братии. При обители существовал приют, в котором воспитывались 36 мальчиков-сирот, для них была устроена школа, где преподавали образованные иноки. Обитель уже не нуждалась в пожертвованиях со стороны, а сама осуществляла благотворительную деятельность, вела обширное хозяйство. Монастырь имел собственную мельницу, лесопилку, кузницу, портняжную мастерскую, скотный двор с тремястами голов скота, богатые рыбные ловли, две пасеки с 225 ульями, за год дававшими до трехсот пудов меда. Кроме того, братия выращивала урожай пшеницы, ржи и овощей на угодьях в две с половиной тысячи гектаров».
В 1919 году монастырь закрыли. Благочинный монастыря архимандрит Геннадий (Лобачёв) после революции продолжал жить поблизости и с риском для жизни совершать церковные службы. В 1937 году его арестовали и замучили в тюрьме.

### 1920—1991 годы
В 1926 году о пустующем монастыре вспомнили. После утверждения Советской власти в Киргизии здесь был открыта колония для беспризорников. Она просуществовала до середины 1930-х годов.
Зимой 1941 года во время Великой Отечественной войны, был вновь открыт детский дом для 160 детей блокадного Ленинграда. В 1948 году дети были возвращены в Ленинград.
В 1950 году был вновь открыт детский дом, который просуществовал до конца 1970-х годов. Этот детский дом давал сразу профессионально-техническое образование.

### С 1992 года
В 1998 год Гульнара Дегенбаева, выкупив землю с постройками на берегу озера, открыла семейный детский дом «Мээрим Булагы» («Благодатный источник»).
В 2000 году бывшие насельники монастыря иеромонахи Серафим (Богословский) и Феогност (Пивоваров), убитые в 1921 году, были причислены к лику святых.
В 2013 году отреставрировали бывший монастырский малый храм, который расположен на территории детского дома и является историческим наследием.
По рассказам, жители села постоянно видят всполохи света и огня в виде крестов над бывшим монастырём.

## В культуре и искусстве
Разорению монастыря во время Иссык-Кульского восстания 1916 года посвящена глава в сборнике русского писателя Виктора Кадырова «Золото Иссык-Куля».